# Alcatraz (Cap Verd)
Alcatraz (crioll capverdià Alkatrás) és una vila a l'est de l'illa de Maio a l'arxipèlag de Cap Verd. Està situada 15 kilòmetres a l'est de Vila do Maio.